# Retamoso de la Jara
Retamoso de la Jara település Spanyolországban, Toledo tartományban. Retamoso de la Jara Alcaudete de la Jara, San Bartolomé de las Abiertas, Santa Ana de Pusa, Los Navalucillos és Torrecilla de la Jara községekkel határos. Lakosainak száma 110 fő (2024).

## Népesség
A település népessége az utóbbi években az alábbiak szerint változott:
| Lakosok száma | 152  | 135  | 132  | 125  | 122  | 114  | 105  | 104  | 97   | 110  |
|               | 2001 | 2004 | 2007 | 2009 | 2012 | 2014 | 2017 | 2019 | 2022 | 2024 |